# NGC 596
NGC 596 je galaxie v souhvězdí Velryby. Její zdánlivá jasnost je 10,9m a úhlová velikost 3,2′ × 2,0′. Je vzdálená 85 milionů světelných let, průměr má 80 000 světelných let. Je členem skupiny galaxií LGG 27, jejíž nejjasnější galaxií je  NGC 584.  Galaxii objevil  William Herschel.